# Suchostruga
Suchostruga [pronunciación en polaco: /suxɔsˈtruɡa/] es un pueblo ubicado en el distrito administrativo de Gmina Tarczyn, dentro del Condado de Piaseczno, Voivodato de Mazovia, en del este-Polonia central. Él mentiras aproximadamente 9 kilómetros oeste de Tarczyn, 25 kilómetros del sur-del oeste de Piaseczno, y 36 kilómetros del sur-del oeste de Varsovia.